# A Christmas Story

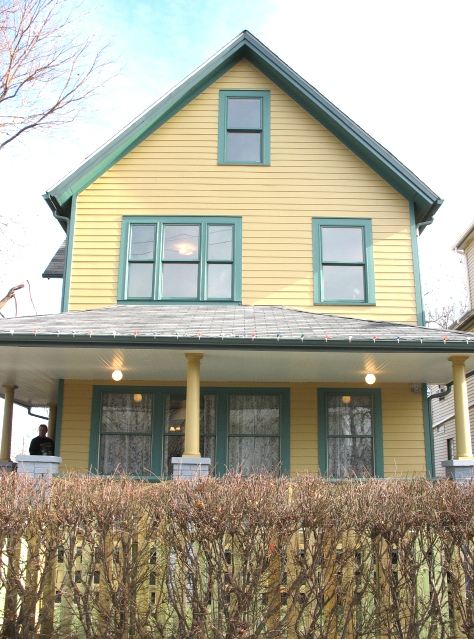
Het huis in Cuyahoga County (Cleveland, Ohio) waar A Christmas Story is opgenomen

A Christmas Story is een familiefilm van Bob Clark gebaseerd op het boek In God We Trust, All Others Pay Cash van Jean Shepherd.
In 2012 werd bepaald dat de film van culturele, esthetische of historische betekenis is. De film is om die reden opgenomen in de National Film Registry van de Amerikaanse Library of Congress.

## Rolverdeling
| Acteur            | Personage         |
| ----------------- | ----------------- |
| Peter Billingsley | Ralphie Parker    |
| Jean Shepherd     | Volwassen Ralphie |
| Ian Petrella      | Randy Parker      |
| Darren McGavin    | Mr. Parker        |
| Melinda Dillon    | Mrs. Parker       |
| Scott Schwartz    | Flick             |
| R. D. Robb        | Schwartz          |
| Zack Ward         | Scut Farkus       |
| Yano Anaya        | Grover Dill       |
| Tedde Moore       | Miss Shields      |

## Vervolg
In 2012 kwam na 29 jaar een vervolg op de film onder de naam A Christmas Story 2.